# 12895 Balbastre
12895 Balbastre (1998 QO99) là một tiểu hành tinh vành đai chính được phát hiện ngày 26 tháng 8 năm 1998 bởi E. W. Elst ở Đài thiên văn Nam Âu.